# Construction Time Again Tour
Il Construction Time Again Tour è stato un tour musicale del gruppo inglese dei Depeche Mode, intrapreso durante il 1983 e 1984 per promuovere il terzo album in studio della band Construction Time Again. 

## Descrizione
Il tour è stato intrapreso solo in Europa a causa dello scarso successo riscontrato in America durante i precedenti See You Tour e Broken Frame Tour. Il paese in cui riscontravano maggior successo era la Germania, infatti in questo tour suonarono in alcuni palasport tedeschi rimpiendoli totalmente. Inoltre, durante questo tour il gruppo si è esibito per la prima volta in Italia.

## Scaletta
1. Everything Counts
2. Now This Is Fun
3. Two Minute Warning
4. Shame
5. See You
6. Get The Balance Right!
7. Love, in Itself
8. Pipeline/Big Muff
9. The Landscape Is Changing
10. People Are People (Ludwigshafen 02.06.1984)
11. And Then...
12. Photographic
13. Told You So
14. New Life
15. More Than A Party
16. The Meaning Of Love
17. Just Can't Get Enough
18. Boys Say Go!

The Meaning Of Love, Now, This Is Fun, Get The Balance Right, Big Muff, Love, In Itself, The Landscape Is Changing e And Then... non sono state più eseguite dal vivo dopo questo tour.

## Date
| Data       | Città               | Paese          | Luogo                    | Note                                    |
| ---------- | ------------------- | -------------- | ------------------------ | --------------------------------------- |
| Europa     |                     |                |                          |                                         |
| 07/09/1983 | Londra              | Regno Unito    | Regal                    |                                         |
| 09/09/1983 | Dublino             | Irlanda        | SFX                      |                                         |
| 10/09/1983 | Belfast             | Regno Unito    | Ulster Hall              |                                         |
| 12/09/1983 | Bristol             | Regno Unito    | Colston Hall             |                                         |
| 13/09/1983 | Brighton            | Regno Unito    | The Dome                 |                                         |
| 14/09/1983 | Southampton         | Regno Unito    | Gaumont                  |                                         |
| 15/09/1983 | Coventry            | Regno Unito    | Apollo                   |                                         |
| 16/09/1983 | Sheffield           | Regno Unito    | City Hall                |                                         |
| 18/09/1983 | Aberdeen            | Regno Unito    | Capitol                  |                                         |
| 19/09/1983 | Edimburgo           | Regno Unito    | Playhouse                |                                         |
| 20/09/1983 | Glasgow             | Regno Unito    | Tiffanys                 |                                         |
| 21/09/1983 | Newcastle upon Tyne | Regno Unito    | City Hall                |                                         |
| 23/09/1983 | Liverpool           | Regno Unito    | Liverpool Empire Theatre |                                         |
| 24/09/1983 | Manchester          | Regno Unito    | Apollo                   |                                         |
| 25/09/1983 | Nottingham          | Regno Unito    | Royal Concert Hall       |                                         |
| 26/09/1983 | Stoke-on-Trent      | Regno Unito    | Victoria Hall            |                                         |
| 28/09/1983 | Birmingham          | Regno Unito    | Odeon Theatre            |                                         |
| 30/09/1983 | Cardiff             | Regno Unito    | Saint David's Hall       |                                         |
| 01/10/1983 | Oxford              | Regno Unito    | Apollo                   |                                         |
| 03/10/1983 | Portsmouth          | Regno Unito    | Guildhall                |                                         |
| 06/10/1983 | Londra              | Regno Unito    | Hammersmith Odeon        | Il concerto è stato trasmesso in radio. |
| 07/10/1983 | Londra              | Regno Unito    | Hammersmith Odeon        |                                         |
| 08/10/1983 | Londra              | Regno Unito    | Hammersmith Odeon        |                                         |
| 01/12/1983 | Stoccolma           | Svezia         | Draken                   |                                         |
| 02/12/1983 | Copenaghen          | Danimarca      | Saga                     |                                         |
| 03/12/1983 | Lund                | Svezia         | Foreningen Akademy       |                                         |
| 05/12/1983 | Anversa             | Belgio         | Hof Ter Lo               |                                         |
| 06/12/1983 | Amsterdam           | Paesi Bassi    | Paradiso                 |                                         |
| 08/12/1983 | Berlino Ovest       | Germania Ovest | Deutschlandhalle         |                                         |
| 10/12/1983 | Mannheim            | Germania Ovest | Musenaal                 |                                         |
| 11/12/1983 | Saarbrücken         | Germania Ovest | University Haula         |                                         |
| 12/12/1983 | Sindelfingen        | Germania Ovest | Ausstellunghshalle       |                                         |
| 13/12/1983 | Neu-Isenburg        | Germania Ovest | Hugenottenhalle          |                                         |
| 15/12/1983 | Colonia             | Germania Ovest | Sartory Saal             |                                         |
| 16/12/1983 | Düsseldorf          | Germania Ovest | Philips Halle            |                                         |
| 17/12/1983 | Borken              | Germania Ovest | Stadthalle               |                                         |
| 19/12/1983 | Münster             | Germania Ovest | Münsterlandhalle         |                                         |
| 20/12/1983 | Brema               | Germania Ovest | Stadthalle               |                                         |
| 21/12/1983 | Amburgo             | Germania Ovest | Musikhalle               |                                         |
| 22/12/1983 | Amburgo             | Germania Ovest | Musikhalle               |                                         |
| 23/12/1983 | Amburgo             | Germania Ovest | Musikhalle               |                                         |
| 03/02/1984 | Birmingham          | Regno Unito    | Odeon Theatre            |                                         |
| 05/03/1984 | Bologna             | Italia         | Teatro Tenda             |                                         |
| 06/03/1984 | Milano              | Italia         | Teatro Orfeo             |                                         |
| 08/03/1984 | Valencia            | Spagna         | Pacha Club               |                                         |
| 09/03/1984 | Barcellona          | Spagna         | Studio 54                |                                         |
| 10/03/1984 | Madrid              | Spagna         | Universidad Politécnica  |                                         |
| 02/06/1984 | Ludwigshafen        | Germania Ovest | Südweststadion           | Supporter di Elton John.                |

## Musicisti
- Dave Gahan - voce
- Martin Gore - sintetizzatori, campionatori, chitarra, melodica, percussioni, cori, voce
- Andy Fletcher - sintetizzatori, campionatori, percussioni, cori
- Alan Wilder - sintetizzatori, campionatori, percussioni, cori